# Chimoptesis chrysopyla
Chimoptesis chrysopyla är en fjärilsart som beskrevs av Powell 1964. Chimoptesis chrysopyla ingår i släktet Chimoptesis och familjen vecklare. Inga underarter finns listade i Catalogue of Life.